# Filipe Antônio Xavier de Barros
Filipe Antônio Xavier de Barros (Taguatinga, 5 de novembro de 1878 — 1971) foi um militar e político brasileiro.
Foi interventor federal em Goiás, de 18 de fevereiro a 4 de agosto de 1946 e de 18 de agosto a 12 de setembro de 1946.